# Impatiens rara
Impatiens rara är en balsaminväxtart som beskrevs av Tardieu. Impatiens rara ingår i släktet balsaminer, och familjen balsaminväxter. Inga underarter finns listade i Catalogue of Life.